# Прийма, Фёдор Яковлевич
Фёдор Яковлевич Прийма (8 (21) февраля 1909, станица Ахтанизовская, Таманский отдел, Кубанская область — 20 апреля 1993, Санкт-Петербург) — советский и российский литературовед. Доктор филологических наук, заслуженный деятель науки РСФСР, лауреат Ленинской (1964) и Шевченковской (1966) премий.

## Биография
Родился в семье казака Кубанского казачьего войска. Учился в станичной церковно-приходской, затем советской школе. С 1927 года ― студент Краснодарского педагогического техникума, в 1929 поступил на общественно-литературное отделение Краснодарского педагогического института, который окончил в 1932 году. После четырёхлетней работы преподавателем русского языка и литературы в 1936 поступил в аспирантуру Ленинградского педагогического института им. А. И. Герцена. В 1938—1939 арестован по доносу органами НКВД и находился под следствием «за участие в заговоре против К. Е. Ворошилова». За отсутствием улик дело прекращено, Ф. Я. Прийма восстановлен в правах. В июне 1941 года защитил кандидатскую диссертацию «Лев Толстой во французской литературе XIX века».
В начале июля 1941 года ушёл добровольцем на фронт. Служил рядовым, затем сержантом в артиллерийской разведке 405 железнодорожного артдивизиона 101-й (позднее 1-й гвардейской) Морской артиллерийской бригады КБФ. Участник прорыва и снятия блокады Ленинграда, Выборгской наступательной операции, освобождения Прибалтики и Восточной Пруссии.
Демобилизован в ноябре 1945 года, возвратился в Ленинград. В 1946—1951 годах работал в Государственной публичной библиотеке им. М. Е. Салтыкова-Щедрина главным библиотекарем Отдела рукописей. В 1947 году присвоено звание старшего научного сотрудника.  С 1951 по 1990 год — сотрудник Института русской литературы АН СССР (ИРЛИ).
В 1961 году защитил докторскую диссертацию «Шевченко и русская литература XIX в.». В Пушкинском Доме работал в Отделе новой русской литературы, в 1978—1986 годах заведовал этим отделом. С 1965 по 1978 год был заместителем директора ИРЛИ, а в 1975—1977 исполнял обязанности директора. Член редколлегии журнала «Русская литература» (1958—1988) и один из активных участников этого издания. Главный редактор серии «Библиотека поэта» с 1971 до 1984 год, сменил на этом посту В. Н. Орлова.

## Семья
Первая жена — социолог Наталья Соломоновна Гинзбург, сестра Евгении Гинзбург; детей от первого брака нет. Василий Аксёнов, сын Е. С. Гинзбург, рассказывал, что во время учёбы в Ленинградском медицинском институте он много времени проводил в семье тётки, и Прийма постоянно помогал ему материально.
Вторая жена — Прийма (Покусаева) Наталия Евграфовна, дочь литературоведа Евграфа Ивановича Покусаева, старший редактор издательства «Детская литература», награждена медалью «За трудовую доблесть».
- Сын Николай (род. 1964) — врач-кардиолог, кандидат медицинских наук.
- Сын Иван (род. 1965) — литературовед, кандидат филологических наук, член Союза писателей России, председатель Общества русско-сербской дружбы; невестка — лингвист, кандидат филологических наук Драгана Дракулич-Прийма[6].

Племянник — Константин Иванович Прийма (1912—1991) — литературовед, доктор филологических наук, один из ведущих шолоховедов.

## Научная деятельность
Основные направления исследований: древнерусская литература, русская литература XIX века, взаимосвязи русской и зарубежных литератур.
Среди разысканных Приймой автографов — стихотворение А. С. Пушкина «Я видел вас, я их читал», письмо Н. А. Некрасова к М. Авдееву, рукописная копия неизвестного стихотворения Некрасова «Молодое поколение своему Зоилу» и др.
Внёс большой вклад в издание ПСС В. Г. Белинского в 13 т., выступив как текстолог и комментатор, редактор и контрольный рецензент томов, автор вступительных статей. Возглавлял Некрасовскую группу ИРЛИ, был инициатором и руководителем издания академического ПСС Некрасова в 15 т., формально оставаясь заместителем главного редактора. Принимал активное участие в подготовке изданий ПСС Ф. М. Достоевского и И. С. Тургенева, 4-томной «Истории русской литературы», серийных трудов ― ТОДРЛ, «Некрасовский сборник» и др.
Ф. Я. Прийма был редактором и автором вступительных статей в изданиях сочинений А. Д. Кантемира, И. А. Крылова, А. Н. Майкова, автором глав в академической «Истории русской поэзии» (Л., 1968—1969).
Коллеги-филологи вспоминают Прийму как "превосходного полемиста". В энциклопедическую литературу вошла его «полемика 1970-х по поводу взглядов Белинского на народ и крестьянство („Большая дорога“ Белинского и перепутья его исследователей (1974); Новые заплаты на старой концепции (1975); Крутые повороты и новые просчеты (1976)). В обширных статьях, публиковавшихся в журнале „Русская литература“, Прийма оспорил тезисы Б. Ф. Егорова, а затем выступивших в его поддержку Н. Гея и М. Полякова. Егоров пытался приписать позднему Белинскому разочарование в русском крестьянстве, отказ от веры в русский народ и его способность повлиять на своё будущее. Возражая литературоведам от КПСС, Прийма доказывал, что „взгляды Белинского на народ и, в частности, русское крестьянство эволюционировали в диаметрально противоположном направлении“. „Новая литературная школа“, по мнению Белинского, должна была отводить мужику одно из первых мест, — подчёркивал Прийма, — „корень и стержень“ любви к России поздний Белинский видит в любви к „простому русскому человеку“, к „крестьянину и мужику“». В 2004 году Б. Ф. Егоров выступил со своеобразным «ответом»: в своих воспоминаниях он скептически оценивал научное творчество Приймы, ссылался на отмеченные И. Г. Ямпольским и С. А. Рейсером фактические ошибки, указывал на искажение и подтасовку фактов ради концепции. Впрочем, Егоров соглашался, что есть у Приймы и «приличные статьи» о русско-славянских связях и «Слове о полку Игореве».
С другой стороны, участники конференции памяти Ф. Я. Приймы, подытожившей его научную деятельность, дали ей высокую оценку, отметив «…отзывчивость и готовность помочь начинающим литературоведам, феноменальное трудолюбие и неиссякаемый энтузиазм, смелость в постановке сложнейших вопросов, полемический дар, наконец, личное обаяние» Ф. Я. Приймы.
Доктор филологических наук В. В. Тимофеева — коллега Ф. Я. Приймы, свыше сорока лет проработавшая в Пушкинском Доме (в 1967—1987 гг. — главный редактор журнала «Русская литература»), — вспоминала: «Федор Яковлевич Прийма — один из многих широко известных ученых старшего поколения Пушкинского Дома; с его деятельностью связаны не только крупнейшие труды, в которых он принимал непосредственное участие, но, по сути дела, и вся жизнь научного коллектива, характерный для ленинградского литературоведения, особый стиль научной работы, формировавшийся десятилетиями и заметно выделявшийся в общем развитии нашей науки.(…) Увлеченность своим предметом характерна для подлинного ученого, но, пожалуй, мало у кого она была проявлена с такой полнотой и силой, как у Федора Яковлевича. (…) Бывало, обратится к нему кто-либо с конкретным вопросом из той или иной области (а ведь Федор Яковлевич был специалистом не только в истории русской и французской, но и в истории украинской и других славянских литератур) и в ответ услышит не одно лишь краткое разъяснение данного эпизода, а развернутую картину литературно-эстетических устремлений и столкновений данной эпохи. (…) На такой основе и сформировалось столь характерное для всего научного облика ученого качество, как надежность. Его суждения всегда воспринимались как плод продуманных, опирающихся на прочный научный фундамент знаний. Оспаривать их было трудно даже тогда, когда у оппонента или собеседника была иная точка зрения. (…) Федору Яковлевичу были чужды честолюбивые карьерные замыслы, стремление к власти, высоким постам. Но он неизменно оказывался в руководстве главных научных начинаний Пушкинского Дома, да и некоторых других крупных научных организаций (напомню хотя бы многолетнее руководство „Библиотекой поэта“), ибо его знания, научный авторитет и необычайная работоспособность были совершенно необходимы для осуществления важнейших литературных изданий. (…) Его выступления в журнале, отзывы на поступающие статьи, его участие в обсуждении сложных и весьма дискуссионных материалов, его конкретная помощь многим авторам в доработке их статей, более аргументированном изложении мыслей, наконец, его общая роль во всей деятельности журнала заслуживает доброй памяти и общей благодарности».

## Награды и звания
Лауреат Ленинской премии (1964) — за монографию «Шевченко и русская литература XIX века». Заслуженный деятель науки РСФСР.
Награждён орденами Красной Звезды, «Знак Почёта», Отечественной войны II степени; медалями «За оборону Ленинграда», «За боевые заслуги» и «За победу над Германией в Великой Отечествееной войне 1941—1945».

## Основные работы
Книги
- Шевченко и русская литература XIX века. М.; Л.: Изд-во АН СССР, 1961. 411 с.
- Шевченко і російський визвольний рух. Киів: Дніпро, 1966. 180 с. (на украинском языке).
- Русская литература на Западе. Статьи и разыскания. Л.: Наука, 1970. 258 с.
- «Слово о полку Игореве» в русском литературном процессе XIX в. Л.: Наука, 1980. 251 с.
- Некрасов и русская литература. Л.: Наука, 1987. 263 с.

Статьи
- Лев Толстой и Эмиль Золя // Учёные записки. ЛГПИ им. А. И. Герцена. Кафедра всеобщей литературы. Л., 1946. Т. 48. С. 149—186.
- Неизданное письмо Н. А. Некрасова к М. В. Авдееву // Некрасов. Научный бюллетень ЛГУ. Л., 1947. С. 23-28.
- К «Заметкам С.- Петербургского Дон-Кихота» (Д. Д. Минаева) // Сервантес. Статьи и материалы / Под ред. М. П. Алексеева. Л., 1948. C. 205—211.
- Белинский во французской литературе (критические заметки) // Белинский. Статьи и материалы / Под ред. М. П. Алексеева. Л., 1949. С. 245—255.
- О незаконченном романе В. Ф. Одоевского «Иордан Бруно и Петр Аретино» // Доклады и сообщения филологического института ЛГУ. Л., 1949. Вып. 1. С. 233—239.
- «Слово о полку Игореве» в научной и художественной мысли первой трети XIX века // «Слово о полку Игореве». Сборник исследований и статей ИРЛИ АН СССР / Под ред. В. П. Адриановой-Перетц. Л., 1950. С. 294—320.
- Неизвестные автографы А. Н. Радищева // Радищев. Статьи и материалы филологического факультета ЛГУ. Л., 1950. С. 19-26.
- Георг Форстер — переводчик М. В. Ломоносова // Доклады и сообщения филологического факультета ЛГУ. Л., 1951. Вып. 3. С. 209—220.
- Зориан Доленга-Ходаковский и его наблюдения над «Словом о полку Игореве» // Труды отдела древнерусской литературы ИРЛИ АН СССР. М.; Л., 1951. Т. 8. С. 71-92.
- С. Д. Полторацкий как пропагандист творчества Пушкина во Франции. Пушкин во французской прессе 1820—1840 гг. // Литературное наследство. Пушкин. Лермонтов. Гоголь. М.: Изд-во АН СССР, 1952. Т. 58. С. 298—307.
- Неизданные письма к Пушкину. Письма П. А. Вяземского, К. Ф. Калайдовича, А. А. Краевского и В. Ф. Одоевского // Литературное наследство. Пушкин. Лермонтов. Гоголь. М.: Изд-во АН СССР, 1952. Т. 58. С. 287—296. [Публикация и комментарии совместно с В. Ерофеевым и Ю. Оксманом].
- Наблюдения А. Н. Оленина над «Словом о полку Игореве» // Труды отдела древнерусской литературы ИРЛИ АН СССР. М.; Л., 1953. Т. 9. С. 39-48.
- Стихотворение «Я видел вас, я их читал» (новонайденный автограф А. С. Пушкина) // Литературный архив. 1953. № 4. С. 11-22.
- «Слово о полку Игореве» в литературной жизни начала XIX века // Труды отдела древнерусской литературы ИРЛИ АН СССР. М.; Л., 1954. Т. 10. C. 229—243.
- «Слово о полку Игореве» в творчестве Гоголя // Гоголь. Статьи и материалы / Под ред. М. П. Алексеева. Л., 1954. C. 137—156.
- Рецензія В. Г. Бєлінського на «Кобзар» 1840 р. // Збірник праць першої і другої наукових шевченківських конференцій. Київ: АН Української РСР, 1954. С. 61-76 (на украинском языке).
- Т. Г. Шевченко и русская литература // Известия АН СССР. Отделение языка и литературы. М.: Изд-во АН СССР, 1954. Т. 13. Вып. 3. С. 217—239.
- К истории открытия «Словa о полку Игореве» // Труды отдела древнерусской литературы ИРЛИ АН СССР. М.; Л., 1956. Т. 12. C. 46-54.
- Шевченко в работе над «Живописной Украиной» (по материалам архива В. Н. Репниной) // Збірник праць четвертої наукової шевченківської конференції. Київ: АН Української РСР, 1956. С. 270—283.
- Антиох Кантемир и его французские литературные связи // Труды отдела новой русской литературы. М.; Л., 1957. Т. 1. С. 7-45.
- Пушкин и кружок А. Н. Оленина // А. С. Пушкин. Материалы и исследования ИРЛИ АН СССР / Под ред. М. П. Алексеева. М.; Л., 1958. Т. 2. С. 229—246.
- Ломоносов и «История Российской Империи при Петре Великом» Вольтера // XVIII век. Сборник 3 / Под ред. П. Н. Беркова. М.; Л.: Изд-во АН СССР, 1958. С. 170—186.
- Р. Ф. Тимковский как исследователь «Слова о полку Игореве» // Труды отдела древнерусской литературы ИРЛИ АН СССР. М.; Л., 1958. Т. 14. С. 89-95.
- Ксавье Мармье и русская литература // Вопросы изучения русской литературы XI—XX веков. М.; Л., 1958. С. 145—155.
- Шевченко и русские славянофилы // Русская литература. 1958. № 3. С. 153—172.
- Лев Толстой и Альфонс Доде // Из истории русских литературных отношений XVIII—XX вв. М.; Л., 1959. С. 211—226.
- К спорам о подлинных и мнимых статьях и рецензиях В. Г. Белинского // Русская литература. 1960. № 1. С. 113—130.
- Поезія Шевченка в російському суспільному і літературному житті 1870—1880 років // Збірник праць восьмої наукової шевченківської конференції. Київ: АН Української РСР, 1960. С. 220—271 (на украинском языке).
- Об одном немецком переводе украинской народной песни «Їхав козак за Дунай» // Русская литература. 1960. № 3. С.170-173.
- Начало мировой славы Льва Толстого // Русская литература. 1960. № 4. С. 33-63.
- Об эзоповском языке В. Г. Белинского // Русская литература. 1962. № 1. С. 107—125.
- К спорам о поэтическом наследии Н. А. Некрасова // Русская литература. 1962. № 2. С. 239—248.
- Герцен і Шевченко // Радяньске літературознавство. 1962. № 3. С. 77-90 (на украинском языке).
- Неизвестное стихотворение Н. А. Некрасова // Русская литература. 1963. № 1. С. 144—153.
- Из истории создания «Песен западных славян» А. С. Пушкина // Из истории русско-славянских литературных связей XIX в. М.; Л.: Изд-во АН СССР 1963. С. 95-123.
- Бєлінський та Шевченко // Збірник праць дванадцятої наукової шевченківської конференції. Київ: Наукова думка, 1964. С. 190—209 (на украинском языке).
- Джерела Шевченкового «Подражанія сербському» // Радяньске літературознавство. 1964. № 6. С. 54-59 (на украинском языке).
- Шевченко и Россия // Шевченко и мировая культура. К 150-летию со дня рождения 1814—1964. М.: Наука, 1964. С. 133—151.
- О гипотезе А. А. Зимина // Русская литература. 1966. № 2. С. 75-89.
- Шевченко і недільні школи на Україні // Збірник праць чотирнадцятої наукової шевченківської конференції. Київ: Наукова думка, 1966. С. 170—194 (на украинском языке).
- Забытая статья Бернарда Шоу о С. М. Степняке-Кравчинском // Русская литература. 1967. № 1. С. 163—169.
- Н. Г. Помяловский и «революционеры 61-го года» // Русская литература. 1967. № 4. С. 121—132.
- От Пушкина до Некрасова // Некрасов и русская поэзия. Некрасовский сборник. Л., 1967. Вып. IV. С. 10-39.
- Н. И. Надеждин и славяне // Славянские литературные связи. Л.: Наука, 1968. С. 5-28.
- Черты поэтического стиля Некрасова // Русская литература. 1968. № 3. С. 15-36.
- Великий художник русского слова (И. С. Тургенев) // Русская литература. 1968. № 4. С. 3-19.
- Южнославянские параллели к «Слову о полку Игореве» // Исторические связи в славянском фольклоре. Русский фольклор. М.; Л.: Наука, 1968. Т. 11. С. 225—239.
- К спорам об открытии «Слова о полку Игореве» // От «Слова о полку Игореве» до «Тихого Дона»: Сборник статей к 90-летию Н. К. Пиксанова. Л., 1969. С. 250—260.
- Забытое письмо Н. В. Гоголя // Русская литература. 1970. № 3. С. 88-92.
- Тютчев и фольклор // Поэтика и стилистика русской литературы: Сборник статей памяти академика В. В. Виноградова. Л.: Наука, 1971. С. 167—174.
- «Слово о полку Игореве» в творчестве С. Н. Глинки // Древнерусская литература и русская культура XVIII—XIX вв. Труды отдела древнерусской литературы ИРЛИ АН СССР. Л.: Наука, 1971, Т. 26. С. 123—127.
- Шевченко у відгуках російської преси // Збірник праць дев’ятнадцятої наукової шевченківської конференції. Київ: Наукова думка, 1972. С. 162—175 (на украинском языке).
- Поэзия Некрасова в общественно-литературном движении конца ХІХ — начала XX века // Некрасовский сборник. Л.: Наука, 1973. Вып. V. С. 42-65.
- «Слово о полку Игореве» и южнославянский героический эпос // Славянские литературы. VII Международный съезд славистов. Варшава, август 1973. Доклады советской делегации. М.: Наука, 1973. С. 263—281.
- Сербско-хорватские параллели к «Слову о полку Игореве» // Русская литература. 1973. № 3. С. 73-81.
- Проблема национального и общечеловеческого в наследии Пушкина // Пушкин. Исследования и материалы. Л., 1974. Вып. 7. С. 5-24.
- «Большая дорога» Белинского и перепутья его исследователей [Полемика] // Русская литература. 1974. № 1. С. 74-93.
- Пушкин и украинское народно-поэтическое творчество // «…И назовёт меня всяк сущий в ней язык…». Наследие Пушкина и литературы народов СССР. Ереван, 1975. С. 187—209.
- Новые заплаты на старой концепции [Полемика] // Русская литература. 1975. № 3. С. 103—114.
- Болгарские параллели к «Слову о полку Игореве» // Русско-болгарские фольклорные и литературные связи. Л.: Наука, 1976. С. 334—338.
- Ševčenko und die Russische Literatur. // Der revolutionäre Demokrat Taras Ševčenko 1814—1861. Herausgegeben von E.Winter und G.Jarosch. Akademie — Verlag / Berlin, 1976. S. 39-55 (на немецком языке).
- Крутые повороты и новые просчёты [Полемика] // Русская литература. 1976. № 4. С. 121—131.
- Пушкин и Белинский // Русская литература. 1977. № 1. С. 30-46.
- Поэзия А. Н. Майкова // Майков А. Н. Избранные произведения. Библиотека поэта. Большая серия. Л., 1977. С. 5-44.
- Народность поэзии Некрасова // Некрасовский сборник. Л., 1978. Вып. VI. С. 3-22.
- Н. А. Некрасов и М. Е. Салтыков-Щедрин // Некрасовский сборник. Л., 1980. Вып. VII. С. 3-24.
- «Псовая охота» Некрасова и её место в историко-литературном процессе. // Наследие революционных демократов и русская литература: Сборник статей памяти Е. И. Покусаева. Саратов: Изд-во СГУ, 1981. С. 181—194.
- К характеристике фольклоризма Н. А. Некрасова // Русская литература. 1981. № 2. С. 76-91.
- А. Н. Плещеев и Христо Ботев // Классическое наследие и современность. Л.: Наука, 1981. С. 173—180.
- Поэзия Бенедиктова // Бенедиктов В. Г. Стихотворения. Библиотека поэта. Большая серия. Л., 1983. С. 5-46
- Тема «новгородской свободы» в русской литературе конца XVIII — начала XIX в. // На путях к романтизму. Л.: Наука, 1984. С. 100—138.
- Поэзия А. Н. Майкова // Майков А. Н. Сочинения в двух томах. М., 1984. Т. 1. С. 3-40.
- А. П. Шувалов — пропагандист творчества Ломоносова // Русская литература. 1986. № 4. С. 113—121.
- Исторические труды Ломоносова в зарубежных оценках XVIII века // Русская литература. 1987. № 3. С. 124—131.
- Блок и Некрасов // Александр Блок. Исследования и материалы. Л.: Наука, 1987. С. 5-20.